# Richard Twiss
Richard Twiss (* 24. August 1920; † 20. Mai 2005) war ein englischer Physiker und Radioastronom.
Er entwickelte zusammen mit Robert Hanbury Brown das Intensitätsinterferometer, nach beiden wurde zudem der Hanbury Brown-Twiss-Effekt benannt.

## Auszeichnungen
- 1968 Eddington-Medaille[1]
- 1982 Albert A. Michelson Medal[2]